# جمعية الهندسة الطبية والبيولوجية الكندية
جمعية الهندسة الطبية والبيولوجية الكندية هي جمعية تقنية تمثل مجتمع الهندسة الطبية الحيوية في كندا. يتم دعم جمعية الهندسة الطبية والبيولوجية الكندية من خلال أعضائها المكونين من مهندسين متخصصين في الطب الحيوي وتقنيي الهندسة الطبية الحيوية والطلاب. تستضيف جمعية الهندسة الطبية والبيولوجية الكندية أيضًا مؤتمرًا سنويًا وندوات منتظمة على الإنترنت. وهي تنتج عددًا من المنشورات بما في ذلك معايير الممارسة الهندسية السريرية ونشرة إخبارية. إن أهداف الجمعية ذات شقين: علمي وتعليمي: موجه نحو تقدم نظرية وممارسة تكنولوجيا الأجهزة الطبية. والمهني: موجه نحو تقدم جميع الأفراد في كندا الذين يشاركون في أعمال متعددة التخصصات تشمل الهندسة وعلوم الحياة والطب.

## مؤتمر
عقد المؤتمر الكندي الأول للهندسة الطبية والبيولوجية في 8 و 9 سبتمبر 1966 في أوتاوا، أونتاريو. تواصل جمعية الهندسة الطبية والبيولوجية الكندية استضافة مؤتمر سنوي يتضمن حلقات دراسية للرعاية، وعروض أوراق فنية بما في ذلك مراجعات الأقران، ووقائع المؤتمر، الانتماء إلى مجلة الهندسة الطبية والبيولوجي، معرض البائعين للأجهزة الطبية الحالية، برنامج التعليم المستمر، ورش العمل والندوات وفرص التواصل.
يدور موقع المؤتمر بين المدن الكندية كل عام. من حين لآخر يعقد المؤتمر بالاشتراك مع المنظمات المماثلة. تضمنت الشراكات في الماضي: هندسة IEEE في جمعية الطب وعلم الأحياء، مهرجان المؤتمرات الدولية حول تقديم الرعاية، الإعاقة، الشيخوخة والتكنولوجيا والاتحاد الدولي للعلوم الفيزيائية والهندسية في الطب.
في عام 2015، استضافت جمعية الهندسة الطبية والبيولوجية الكندية و الاتحاد الدولي للعلوم الفيزيائية والهندسية في الطب المؤتمر العالمي للفيزياء الطبية والهندسة الطبية الحيوية المؤتمر العالمي للفيزياء الطبية والهندسة الطبية الحيوية، في تورنتو، أونتاريو، كندا.
يتم نشر وقائع المؤتمر السنوي نشرت على الانترنت عبر الإنترنت تحت الرقم التسلسلي القياسي الدولي 2371-9516.

## تواصل دولي
تهدف اللجنة إلى متابعة وتطوير الفرص لأعضاء جمعية الهندسة الطبية والبيولوجية الكندية للمشاركة في البرامج التطوعية لدعم مبادرات الهندسة السريرية وإدارة تكنولوجيا الصحة في البلدان النامية.

## معايير الممارسة في الهندسة السريرية
تم نشر معايير الممارسة الهندسية الطبية الكندية معايير الهندسة السريرية للممارسة في كندا لأول مرة في عام 1998 وتم تنقيحها في عامي 2007 و2014. توضح هذه المبادئ التوجيهية معايير مؤسسات الرعاية الصحية في إدارة الأجهزة الطبية، وتعزز التطوير المهني لأعضائها، وتحدد متطلبات التعليم وإصدار الشهادات للمهندسين السريريين وتقنيي الهندسة الطبية والفنيين.

## انتماءات
جمعية الهندسة الطبية والبيولوجية الكندية هي جمعية عضو في المعهد الهندسي الكندي والاتحاد الدولي للهندسة الطبية والبيولوجية. ولديهم أيضًا اتفاقيات انتساب مع رابطة الأطباء والطب الحيوي كيبيك الطبية الحيوية وجمعية هندسة العيادات الكندية الأطلسية.

## جوائز
تُمنح الجوائز للمستفيدين سنويًا، بناءً على توصية من لجنة الجوائز إلى جمعية الهندسة الطبية والبيولوجية الكندية. تشمل فئات الجائزة:
- مهندس الطب الحيوي الكندي المتميز.
- كلية برمنغهام متروبوليتان الكندية المعلقة.
- الإنجاز الوظيفي المبكر.

## التعرف على العضوية الخاصة أو مرتبة الشرف
تُمنح حالة العضوية الخاصة فقط للأفراد المتميزين الذين قدموا مساهمات كبيرة لمهنة الهندسة الطبية الحيوية وللمجتمع بشكل خاص.
- زميل.

- فخري.

- الفخرية.

منحت جمعية الهندسة الطبية والبيولوجية الكندية الجائزة الزميلة لبعض الأفراد الكنديين البارزين التاليين: جيمس مكوين (مهندس)، مونيك فريتز، موريس ميلنر، وجون ألكسندر هوبس من بين آخرين.